# Observatorio de Düsseldorf-Bilk
El Observatorio de Düsseldorf-Bilk, también llamado Observatorio Bilk o Observatorio Charlottenruhe, (en alemán: Düsseldorfer Sternwarte, Sternwarte Bilk o Sternwarte Charlottenruhe) fue un antiguo e histórico observatorio astronómico situado en Bilk, distrito de la ciudad alemana de Düsseldorf. Estuvo activo desde 1843 hasta 1943 en que resultó destruido por un bombardeo durante la Segunda Guerra Mundial. Hoy en día existe un monumento conmemorativo del observatorio en el lugar donde estuvo situado. 
Figura en la Lista de Códigos de Observatorios del Minor Planet Center con el código 018.

## Historia
En 1843 el profesor de física y astronomía del Liceo de Düsseldorf, Johann Friedrich Benzenberg construyó un observatorio astronómico privado al que llamó Charlottenruhe. El principal instrumento del observatorio era un telescopio refractor de una distancia focal de 1,8 metros.
Después de su muerte en 1846, el observatorio fue trasladado a la ciudad de Düsseldorf, siendo su primer director Franz Friedrich Ernst Brünnow, entre 1847 y 1851 cuando se trasladó al Observatorio de Berlín, siendo sustituido por Karl Theodor Robert Luther. 
Luther se dedicó al estudio de la determinación de las posiciones y órbitas de planetas y asteroides. El 17 de abril de 1852 descubrió su primer asteroide, Tetis. Durante los siguientes tres años descubrió los asteroides Proserpina, Belona y Leucotea. Tras estos cuatro descubrimientos, el Ayuntamiento de Düsseldorf le subió el sueldo hasta 200 táleros anuales. De 1854 a 1857 supervisó la creación de un catálogo de estrellas para la Academia de las Ciencias de Berlín. El 20 de febrero de 1890 descubrió su último asteroide, Glauce. En total descubrió 24 asteroides llamados en conjunto los 24 asteroides de Düsseldorf.
En 1943 el observatorio fue destruido por un bombardeo. Sólo se mantiene en pie el soporte del telescopio. Como recuerdo del observatorio se construyó un monumento en el lugar. El asteroide (4425) Bilk, descubierto en 1967 fue nombrado así en honor del observatorio.

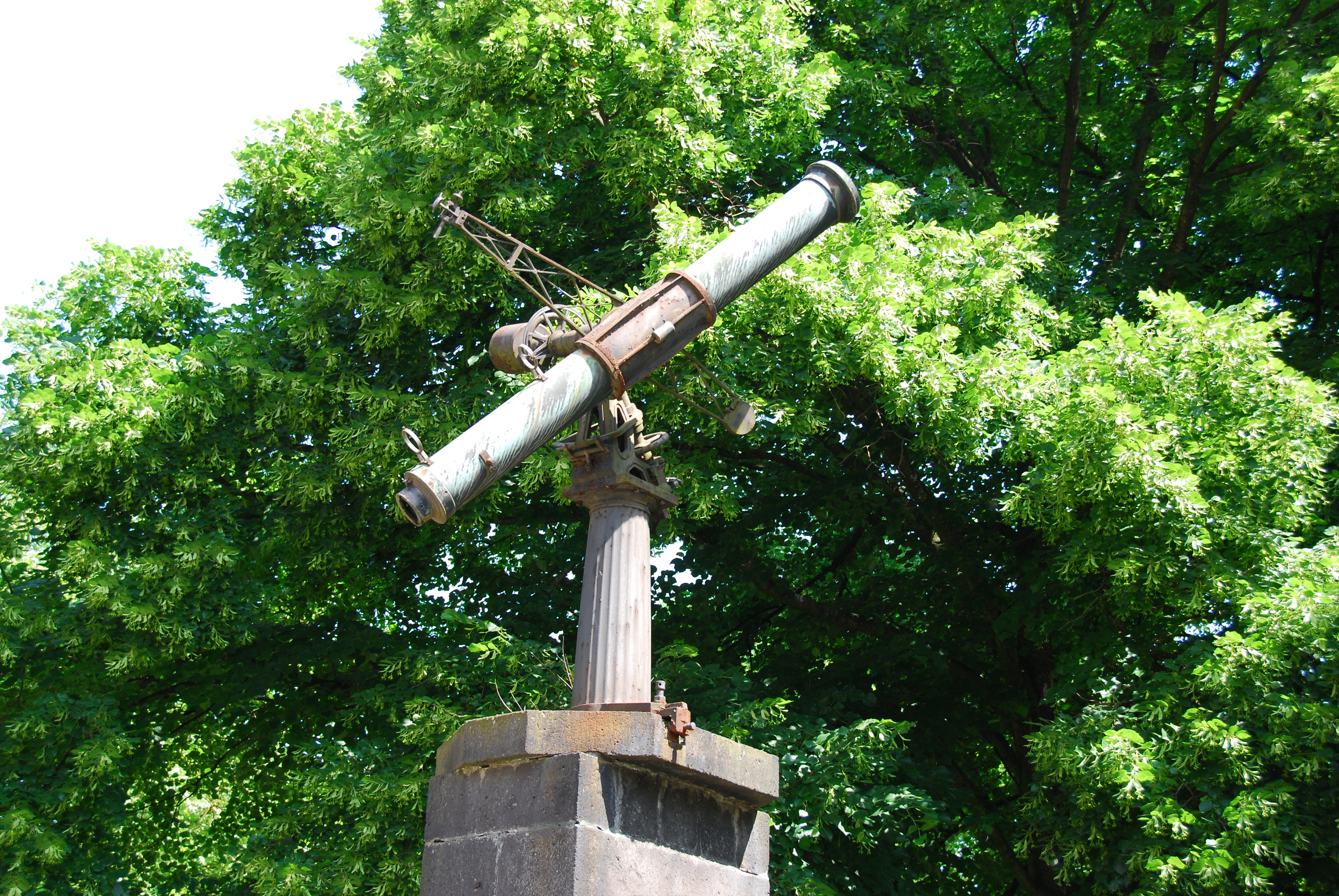
Monumento conmemorativo
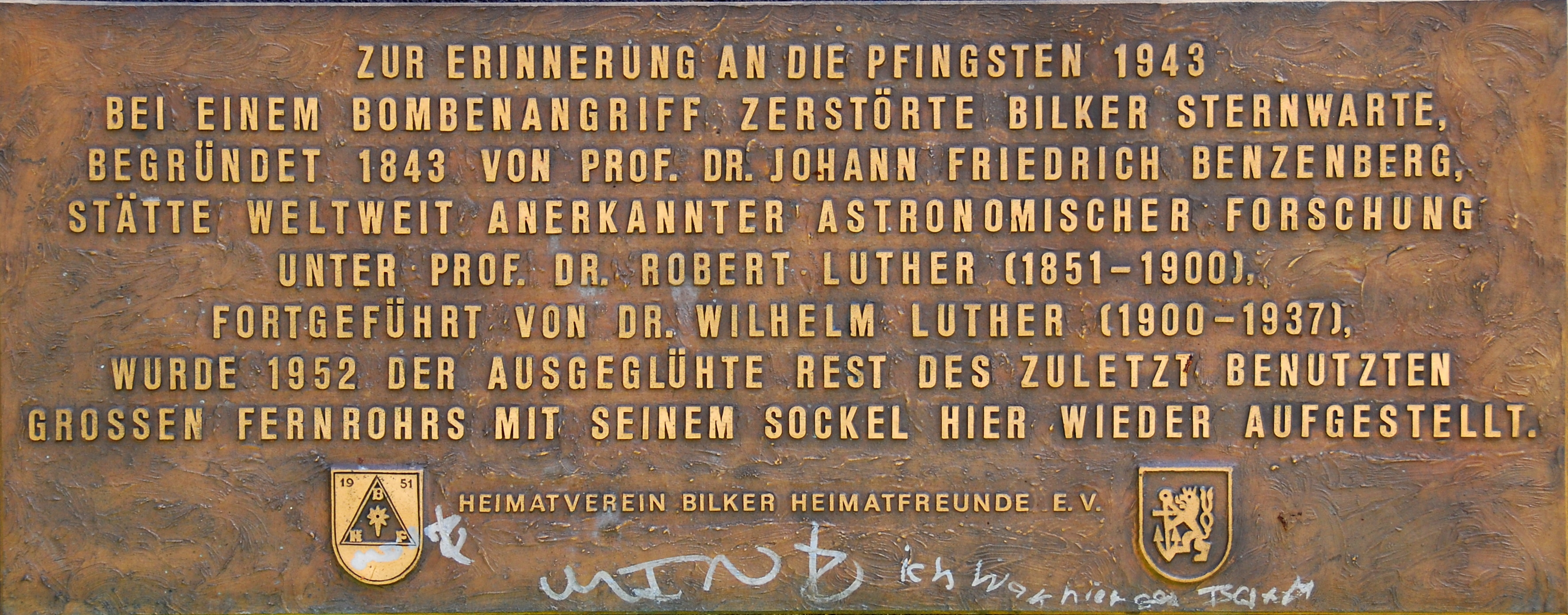
Placa conmemorativa.